# 井伊直元 (戦国時代)
井伊 直元（いい なおもと）は、戦国時代の武将。今川氏の家臣。遠江国引佐郡井伊谷城主・井伊直平の五男。

## 人物
井伊氏は遠江の国人であるが、父の直平と共に今川義元に仕えた。天文10年（1541年）または天文15年（1546年）、井伊谷で病死したとされる。ただし、弘治4年（1558年）4月6日付の祝田禰宜宛ての井伊直元の判物もあり、正確なところは不明。